# Françoise Briand
Pour les articles homonymes, voir Briand.
Françoise Briand, née le 20 avril 1951 à Paris, est une femme politique française. Membre du parti Les Républicains, elle est députée de la septième circonscription de l'Essonne.

## Biographie

### Origines et vie familiale
Françoise Briand est née le 20 avril 1951 à Paris.

### Carrière professionnelle
Françoise Briand exerçait la profession d’ingénieur de recherche (secrétaire) en sciences sociales à l’École des hautes études en sciences sociales.

### Carrière politique
Françoise Briand est élue conseillère municipale d’opposition à Viry-Châtillon lors des élections municipales de 2001 sur la liste UDF de Catherine Granier-Bompard qui remporte 45,81 % des voix au premier tour. Lors des élections législatives de 2007, elle est élue suppléante de Jean Marsaudon qui remporte la septième circonscription de l'Essonne avec 52,04 % des suffrages. Pour les élections municipales de 2008, elle est deuxième sur la liste Nouveau Centre - UMP, qui est battue avec 46,32 % des voix au premier tour avant de démissionner au lendemain de la défaite. Lorsque Jean Marsaudon meurt le 18 septembre 2008, elle devient elle-même députée,. Lors de l’élection législative de 2012, elle est battue par son opposante EÉLV avec 46,10 % des suffrages. Un résultat très négatif dans une circonscription qui était toujours restée à droite depuis sa création.
Elle est candidate (investie par l'U.M.P.) lors des élections municipales de 2014 mais ne recueille que 20,26% des suffrages au premier tour ; derrière la maire sortante Simone Mathieu (Parti de Gauche) 24,47% et surtout largement distancée par Jean-Marie Vilain (association Ainsi va la ville) 40,20%. 

## Pour approfondir